# Resultados do Carnaval de Corumbá em 2013
Resultados do Carnaval de Corumbá em 2013.

## Grupo Especial
| Pos | Escolas                  | Pts   | Classificação ou rebaixamento | Ref         |
| --- | ------------------------ | ----- | ----------------------------- | ----------- |
| 1   | A Pesada                 | 177.7 | Campeã de 2013                | [ 1 ] [ 2 ] |
| 2   | Mocidade da Nova Corumbá | 176.9 |                               | [ 1 ] [ 2 ] |
| 3   | Império do Morro         | 174.4 | [ 1 ] [ 2 ]                   |             |
| 4   | Acadêmicos do Pantanal   | 160.1 | [ 1 ] [ 2 ]                   |             |
| 5   | Vila Mamona              | 148.2 | Grupo de acesso em 2014       | [ 1 ] [ 2 ] |

## Grupo de acesso
| Pos | Escolas                      | Pts   | Classificação ou rebaixamento | Ref         |
| --- | ---------------------------- | ----- | ----------------------------- | ----------- |
| 1   | Marquês de Sapucaí           | 172.7 | Grupo Especial em 2014        | [ 3 ] [ 4 ] |
| 2   | Imperatriz Corumbaense       | 165.5 |                               | [ 3 ] [ 4 ] |
| 3   | Estação Primeira do Pantanal | 195.6 | [ 3 ] [ 4 ]                   |             |
| 4   | Major Gama                   | 148.6 | [ 3 ] [ 4 ]                   |             |
| 5   | Caprichosos de Corumbá       | 102.6 | [ 3 ] [ 4 ]                   |             |